# Outline Processor Markup Language

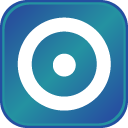
Icône du format XML OPML.

OPML (Outline Processor Markup Language) est un format XML permettant de regrouper et d'identifier les titres (outlines) d'un texte.

## Histoire
Il a été initialement développé par Dave Winer (en) pour le logiciel Radio UserLand comme un format de fichier pour les applications utilisant ces titres. Depuis il a été adopté pour de multiples usages, le plus commun d'entre eux étant l'échange de listes de flux RSS entre les agrégateurs de flux de syndication.

## Le format
La norme OPML définit un « outline » d'une manière hiérarchique avec une liste d'attributs ordonnés. La norme est ouverte, ce qui la rend utilisable pour de nombreux types d'applications, bien qu'elle soit principalement utilisée par les agrégateurs pour la gestion des flux de syndication.
Les principales balises sont :
- <opml version="1.0">
- <head>
- <body>
- <outline>

## Utilisations
Comme l'indique la spécification, OPML peut avoir de multiples utilisations :
- spécifications,
- comptes-rendus légaux,
- planifications de produits,
- présentations,
- scénarios,
- répertoires,
- journaux personnels,
- groupes de discussion,
- systèmes de chat et romans.

Ainsi qu'aux logiciels de plans...